# 1839
1839 (MDCCCXXXIX) a fost un an obișnuit al calendarului gregorian, care a început într-o zi de marți.

## Evenimente

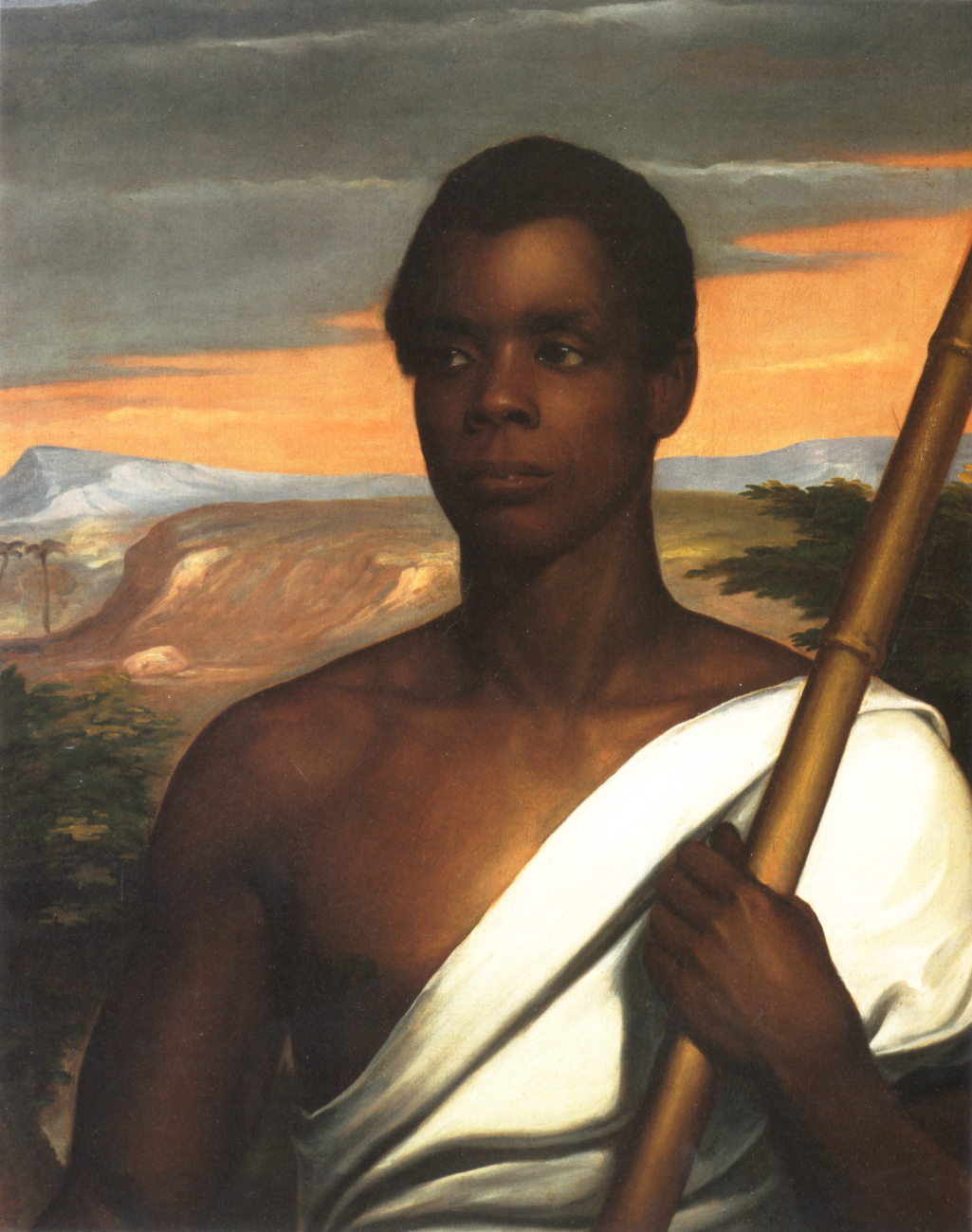
1 iulie: Sengbe Pieh și alți africani au preluat controlul asupra navei La Amistad care transporta sclavi de la Havana în Sierra Leone.

### Ianuarie
- 29 ianuarie: Naturalistul britanic Charles Darwin se căsătorește cu verișoara lui, Emma Wedgwood.

### Iulie
- 1 iulie: Abdul-Medjid devine sultan al Imperiului Otoman.
- 2 iulie: Revolta de pe Amistad: 53 de sclavi capturați în Sierra Leone, aflați la bordul goeletei Amistad, se revoltă și capturează nava.

### August
- 23 august: Britanicii au ocupat Hong Kong pentru a avea o bază de operațiuni pentru un război cu Imperiul din China.

### Decembrie
- 3 decembrie: Frederic al VI-lea al Danemarcei moare și va fi succedat de Christian al VIII-lea.

### Nedatate
- 1839-1840: Primul război anglo-afgan, dintr-o serie de trei confruntări.

## Arte, știință, literatură și filozofie
- 2 ianuarie: Prima fotografie a Lunii este realizată de fotograful Louis Daguerre.
- 9 ianuarie: Academia Franceză de Științe anunță procesul de fotografie dagherotip.
- 10 ianuarie: Gheorghe Asachi publică la Iași, la tipografia Albinei Românești, lucrarea "Atlas românesc geografic", format din 8 hărți, primul de acest gen în literatura de specialitate.
- Charles Darwin scrie The Voyage of the Beagle.
- Compozitorul și pianistul Franz Liszt pleacă în turneu în Europa.
- Stendhal publică La Chartreuse de Parme (Mânăstirea din Parma).

## Nașteri
- 19 ianuarie: Paul Cézanne, pictor francez (d. 1906)
- 20 ianuarie: Iulian Grozescu, poet, publicist și traducător român (d. 1872)
- 5 februarie: Napoléon Charles Grégoire Jacques Philippe Bonaparte, prinț al Franței (d. 1899)
- 11 februarie: Josiah Willard Gibbs, fizician, chimist și matematician american (d. 1903)
- 14 februarie: Hermann Hankel, matematician german (d. 1873)
- 16 martie: Sully Prudhomme, scriitor francez, laureat al Premiului Nobel (d. 1907)
- 21 martie: Modest Mussorgsky, compozitor rus (d. 1881)

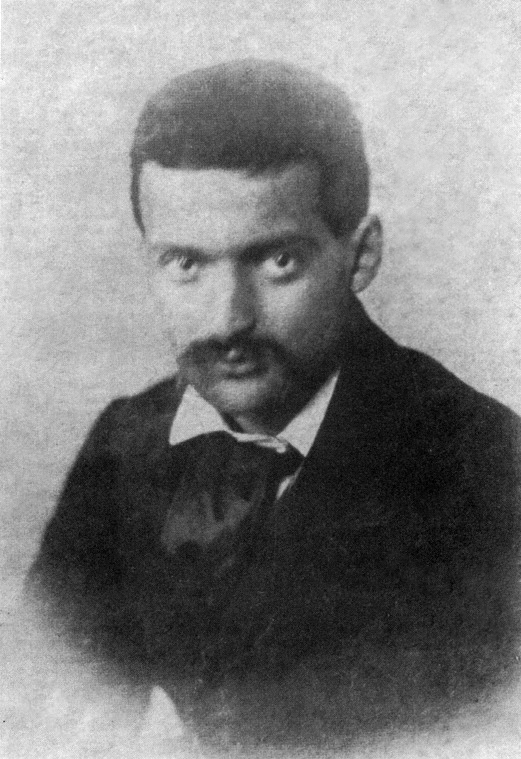
Paul Cézanne, pictor francez
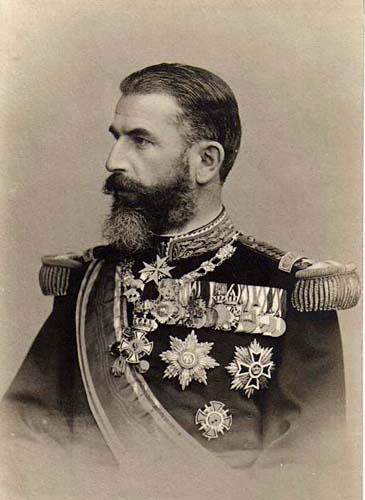
Regele Carol I al României
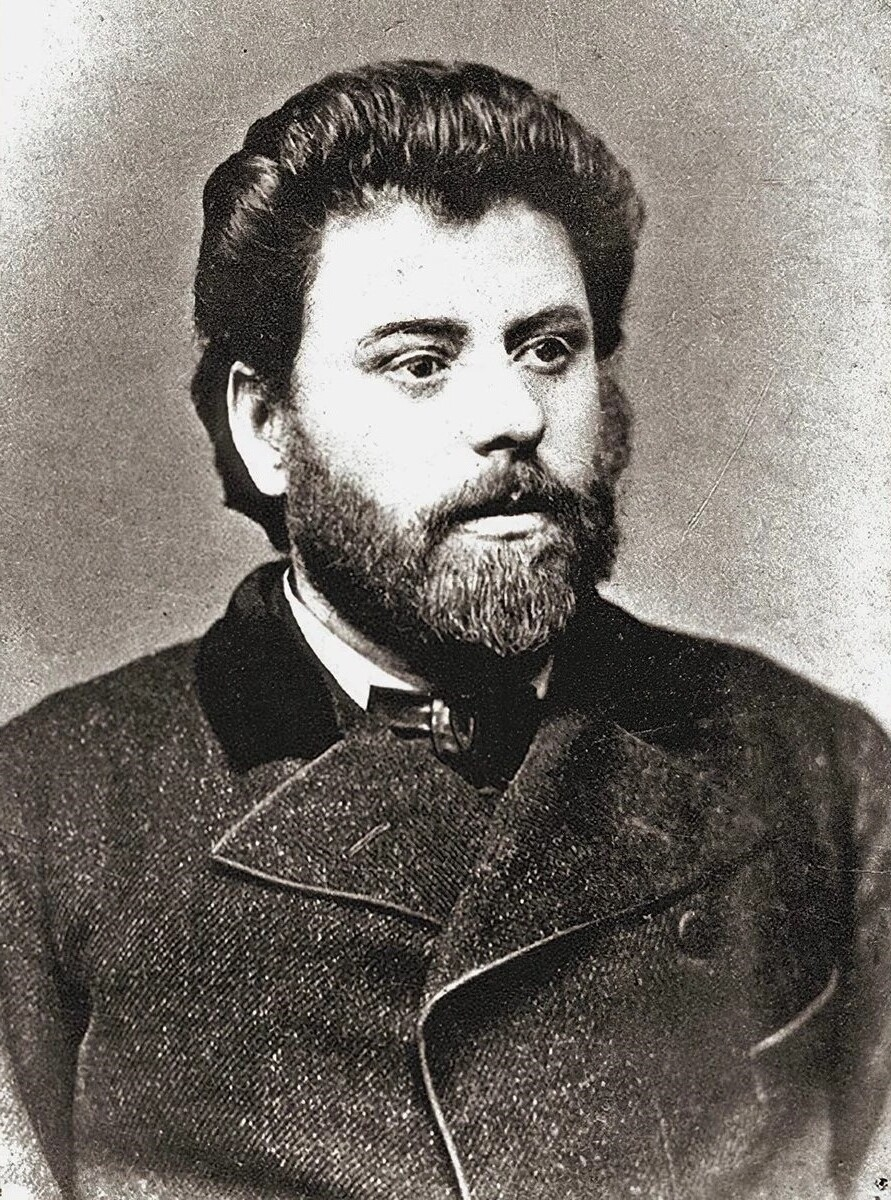
Ion Creangă, scriitor român
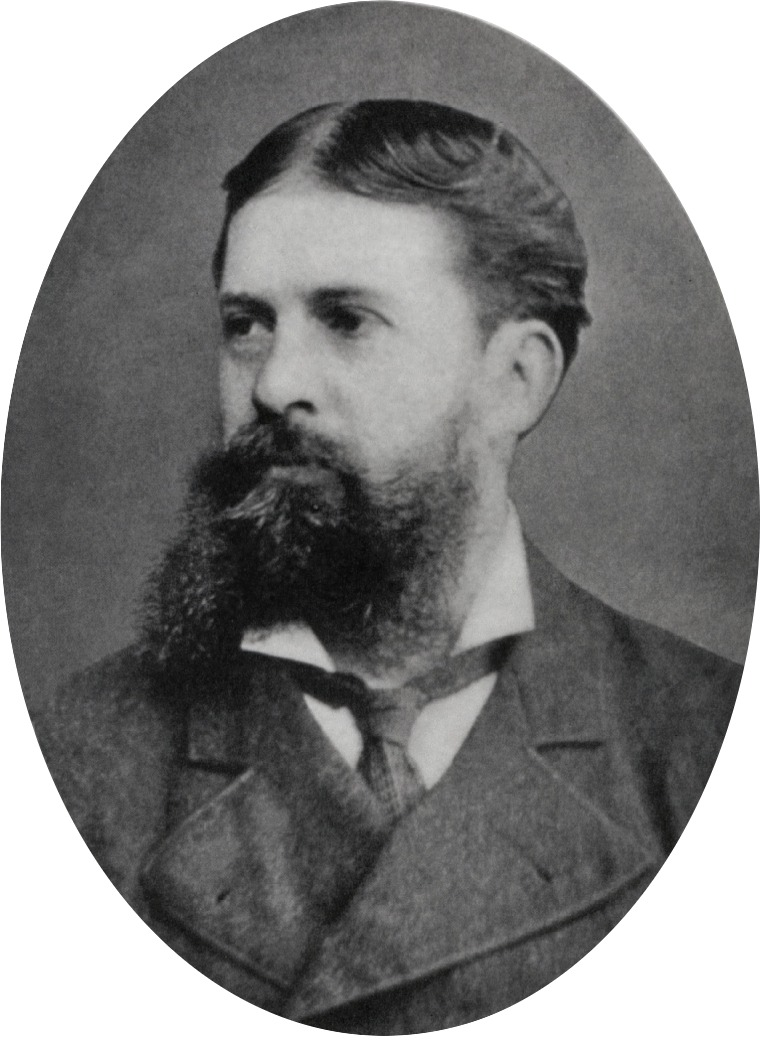
Charles Peirce, filosof și logician american

- 20 aprilie: Carol I al României (n. Karl Eitel Friedrich Zephyrinus Ludwig von Hohenzollern-Sigmaringen), domnitor al Principatelor Unite (1866-1881), rege al României (1881-1914), (d. 1914)
- 18 aprilie: Henry Kendall, poet australian (d. 1882)
- 30 aprilie: Arhiducele Karl Salvator, Prinț de Toscana (d. 1892)
- 8 iunie: Mihail Cristodulo Cerchez, general român (d. 1885)
- 10 iunie: Ion Creangă, scriitor român (d. 1889)
- 8 iulie: John D. Rockefeller, industriaș și filantrop american (d. 1937)
- 21 iunie: Joaquim Maria Machado de Assis, romancier, poet și nuvelist brazilian (d. 1908)
- 7 iulie: Prințesa Feodora de Hohenlohe-Langenburg, ducesă de Saxa-Meiningen (d. 1872)
- 8 iulie: John Davidson Rockefeller, industriaș și filantrop american, fondatorul Standard Oil Company (d. 1937)
- 9 august: Karl Theodor, Duce de Bavaria (d. 1909)
- 10 septembrie: Charles Peirce, filosof și logician american (d. 1914)
- 19 septembrie: George Catbury, om de afaceri britanic, producător de cacao și ciocolată (d. 1922)
- 20 septembrie: Olga Feodorovna de Baden, Marea Ducesă a Rusiei (d. 1891)
- 3 octombrie: Theodor Burada, folclorist, etnograf și muzicolog român (d. 1923)
- 3 octombrie: Dimitrie Isopescu, profesor bucovinean, membru al Consiliului Imperial de la Viena (d. 1901)
- 30 octombrie: Alfred Sisley, pictor impresionist francez de origine engleză (d. 1899)
- 16 noiembrie: Louis-Honoré Fréchette, poet, dramaturg, om politic canadian (d. 1908)
- 18 noiembrie: August Kundt, fizician german (d. 1894)
- 29 noiembrie: Ludwig Anzengruber, scriitor austriac (d. 1889)
- 31 decembrie: Dimitrie Ghica-Comănești, jurist, doctor în drept, explorator și politician român (d. 1923)

## Decese
- 6 ianuarie: Marie de Orléans (n. Marie Christine Caroline Adélaïde Françoise Léopoldine), 25 ani, ducesă de Württemberg (n. 1813)
- 7 ianuarie: Fulwar Skipwith, 73 ani, politician și diplomat american (n. 1765)
- 12 februarie: Therese de Mecklenburg-Strelitz (n. Therese Mathilde Amalia), 65 ani, prințesă de Thurn și Taxis (n. 1773)
- 2 martie: Charlotte Napoléone Bonaparte, 36 ani, nepoata de frate a lui Napoleon I (n. 1802)
- 18 mai: Caroline Bonaparte (n. Maria Annunziata Carolina Bonaparte), 57 ani, sora lui Napoleon I, regină a Neapole și Sicilia (n. 1782)
- 21 mai: José María Heredia y Campuzano, 35 ani, poet cubanez (n. 1803)

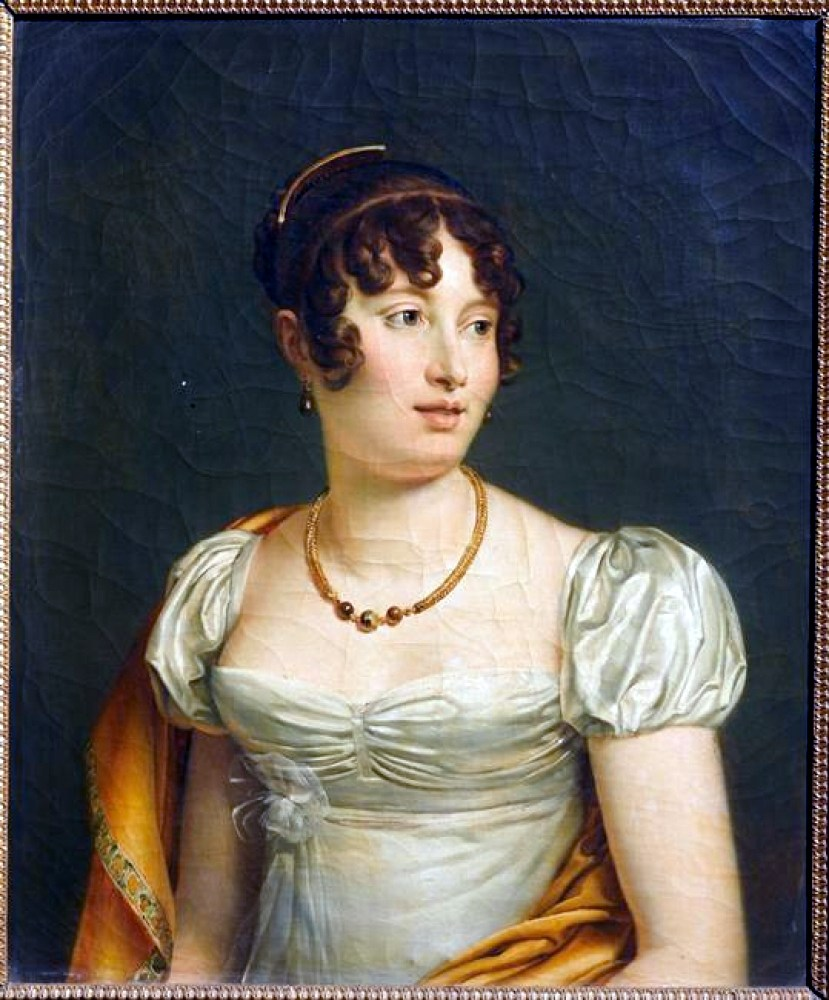
Caroline Bonaparte, sora lui Napoleon I, regină a Neapole și Sicilia
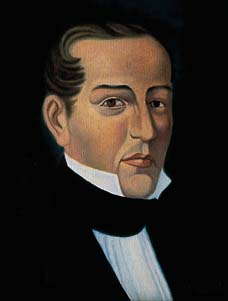
José María Heredia y Campuzano, poet cubanez
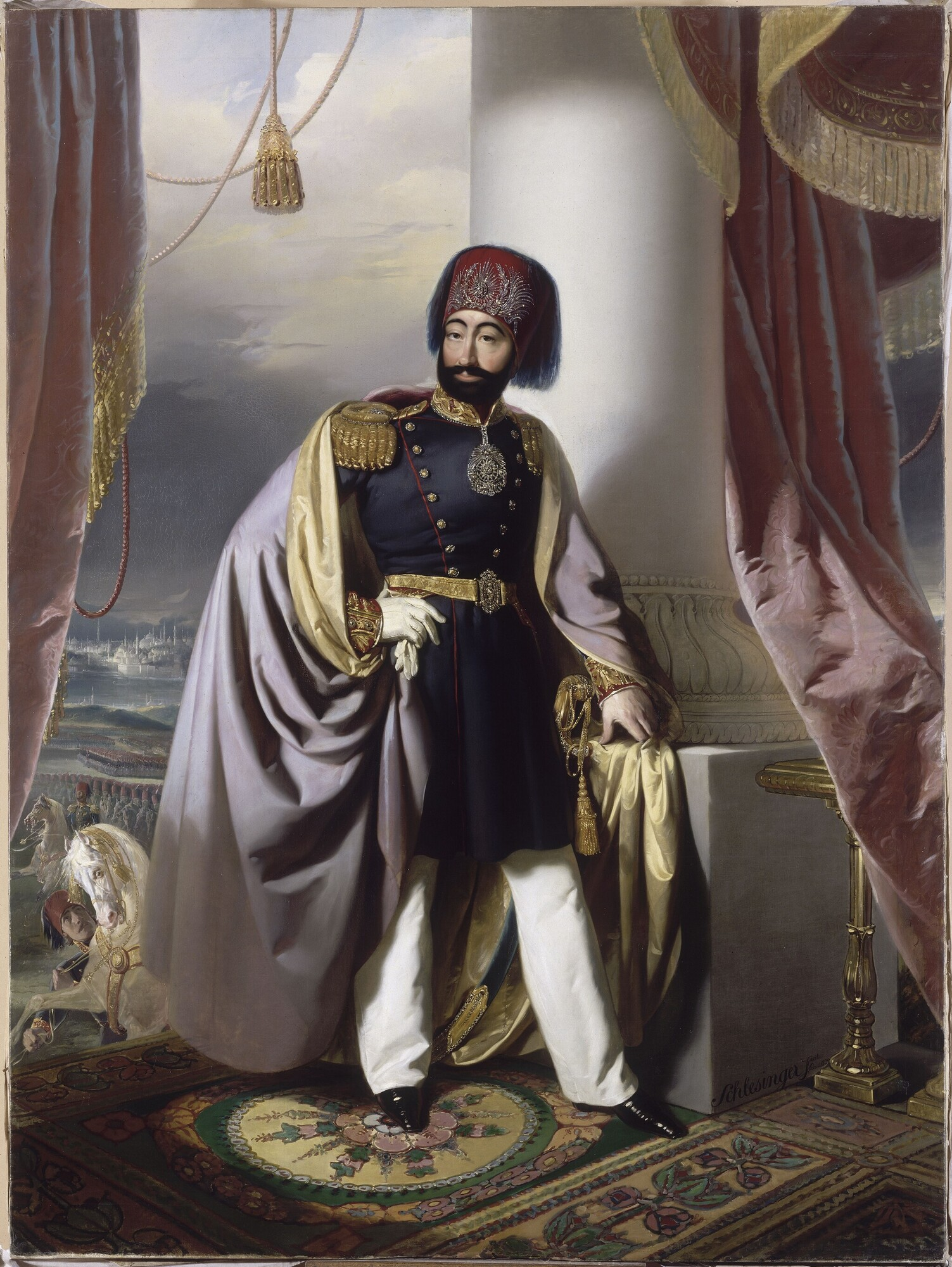
Mahmud al II-lea, sultan otoman
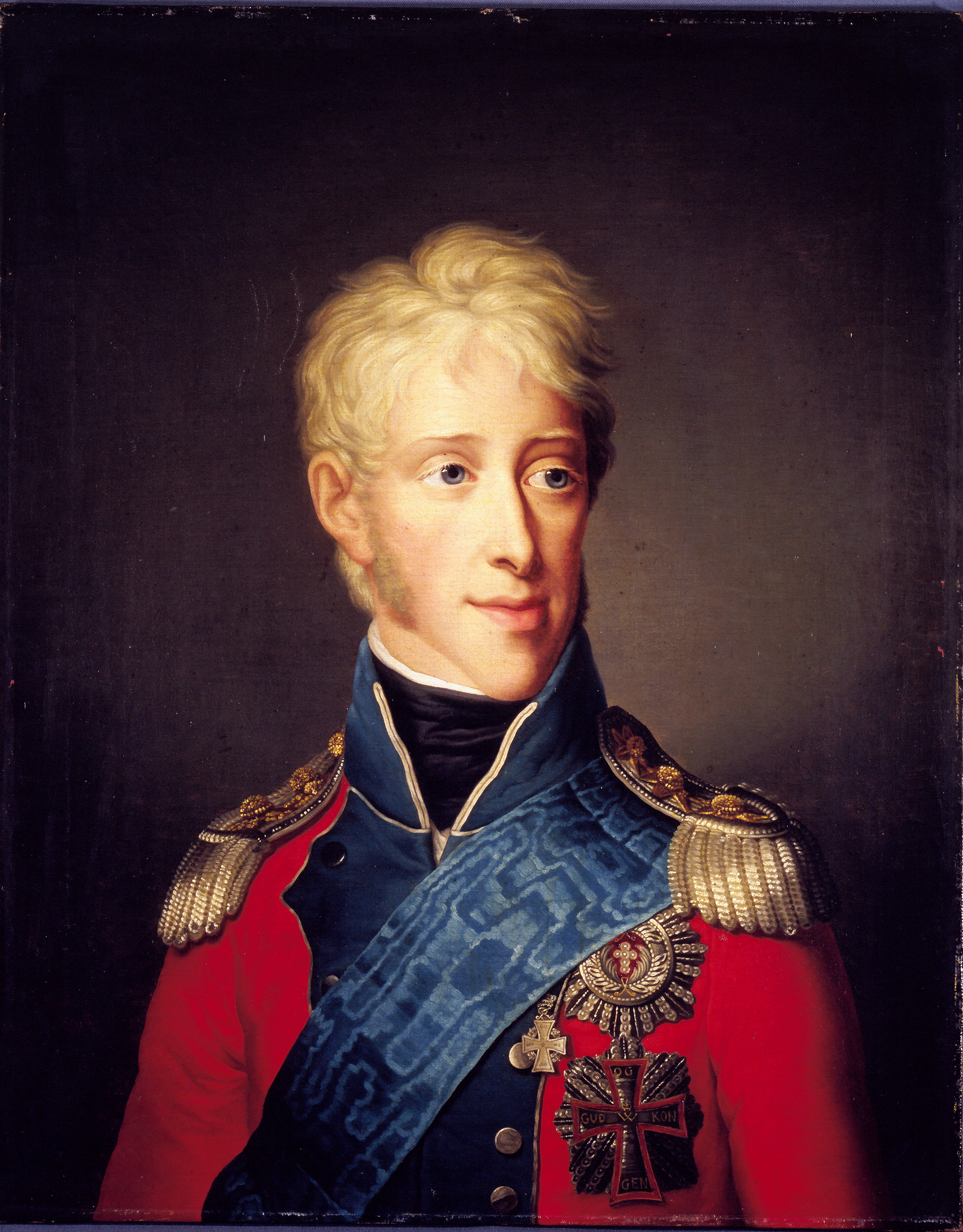
Frederick al VI-lea al Danemarcei

- 1 iulie: Mahmud al II-lea, 53 ani, sultan otoman (n. 1785)
- 19 iulie: Maurice de Guérin (n. Georges Maurice de Guérin du Cayla), 28 ani, poet francez (n. 1810)
- 18 august: William Smith, 70 ani, geolog britanic (n. 1769)
- 29 septembrie: Friedrich Mohs (n. Carl Friedrich Christian Mohs), 66 ani, mineralog german (n. 1773)
- 3 decembrie: Frederick al VI-lea, 71 ani, rege al Danemarcei și Norvegiei (n. 1768)